# ユーゴスラビア侵攻
ユーゴスラビア侵攻（ユーゴスラビアしんこう）は、第二次世界大戦中の1941年4月6日から同年4月17日にかけて、ドイツやイタリアを中心とする枢軸国軍とユーゴスラビアとの間で行われた戦い。ドイツ軍はフランス侵攻に次いで電撃戦を成功させ、わずか10日あまりでユーゴスラビア全土を制圧した。欧米では4月戦争とも称される。

## 侵攻の背景
1940年10月、ベニート・ムッソリーニ率いるイタリアは中立国であったギリシャに侵攻するも激しい抵抗に遭い、アルバニアまで押し戻されていた。アドルフ・ヒトラーは揺らぎつつある枢軸国の威信を回復させるためだけでなく、ドイツが自国の石油消費の大部分を依存するルーマニアの油田地帯へのイギリス軍の戦略爆撃が可能となるのを防ぐために、同盟国であるイタリアへ援軍を送ることの必要性に気付いていた。
ヒトラーは、ハンガリー、ルーマニア、ブルガリアに次いでユーゴスラビアに対し、日独伊三国軍事同盟へ参加するよう圧力を掛けていた。ユーゴスラビアの摂政パヴレ・カラジョルジェヴィチは、1941年3月25日にこの圧力に屈した。しかしながら、このことは反枢軸であるセルビアの民衆と軍部の間に非常に強い不満を抱かせた。3月27日に反枢軸のセルビア人の陸軍士官達によってクーデターが引き起こされ、摂政パヴレは失脚し国王ペータル2世による親政となった。
この政治的混乱につけ入る形で、ユーゴスラビアに対する侵攻は開始された。
4月6日、枢軸軍はあらゆる方面から侵攻を開始し、ドイツ空軍はベオグラードへの爆撃を行った。ユーゴスラビアは隣接する国の大半から侵攻を受けた形となり、衆寡敵せず、ユーゴスラビアが4月17日に降伏するまでに要した日数は僅か11日であった。ユーゴスラビアはドイツ、ハンガリー、イタリア、ブルガリアによって分割され、セルビアの大部分はドイツによって占領された。ムッソリーニは現在のクロアチアにあたる地域のファシスト組織「ウスタシャ」の指導者アンテ・パヴェリッチを支持し、クロアチア独立国の成立が宣言された。

## ユーゴスラビア軍の防御体制

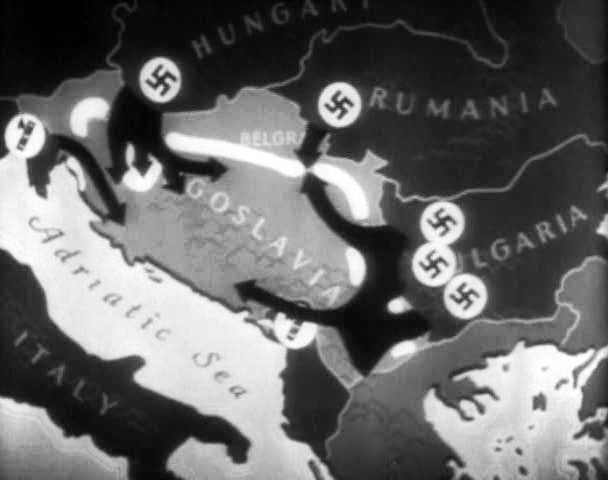
アメリカのプロパガンダ映画Why We Fightで描かれたユーゴスラビア侵攻図

第一次世界大戦の後に形成されたユーゴスラビア王国軍は、その当時の時代遅れになりきった武器や機材が依然として配備されていた。大砲は老朽化し、馬によって運ばれた。対戦車・対空用兵器は著しく不足しており、自動火器は十分な数が歩兵に対して供給されなかった。自動車化された部隊は一切無く、二個戦車大隊があるだけでその装備も110両のルノー FT-17 軽戦車のような旧式化した戦車を保有しているだけだった。ユーゴスラビア空軍も同様に弱体で、国産(主にIK-3)やドイツ製、イタリア製、フランス製、イギリス製の航空機を会わせて416機保有しており、新型の物はその約半数であった。
完全に動員されたならば、ユーゴスラビア陸軍は歩兵28個師団、騎兵3個師団、32個独立連隊を保有していた。しかしながらドイツ軍の侵攻が開始された時点では未だ編成途中であり、予定された守備位置に配置されていたのは僅か11個師団のみであった。動員が完了しなかったため、部隊の補充率はおよそ70％から90％であった。ドイツ軍の進入が開始された時点でユーゴスラビア陸軍の戦力は約120万人であった。
ユーゴスラビア陸軍は3つの軍集団と沿岸守備隊で組織化された。第3軍集団は第3軍と第5軍から成り、アルバニア国境の防御を担当した。第2軍集団は第1軍、第2軍、第6軍から成り、鉄門からドラーヴァ川にかけての地域の防御を担当した。主にクロアチア人によって組織された第1軍集団は第4軍と第7軍から成り、クロアチアに配置された。
不十分な装備や不完全な動員といった問題を越えて、ユーゴスラビア陸軍をひどく悩ませていたのは国内の政治におけるセルビア人とクロアチア人の分裂であった。最も悪い表現で言えば、ユーゴスラビアの防衛は、1941年の4月10日にクロアチア人の第4軍と第7軍が反乱を起こし、同日新しく成立したクロアチア人の政府がドイツ軍のザグレブ進駐を歓迎した時点ですっかり妥協してしまっていた。
事実上、内戦状態のユーゴスラビアに付け込んだ侵攻が成功するのは当然の成り行きといえた。

## 作戦

### ベオグラード空襲
ドイツ第4空軍は7つのカンプグルッペ(戦闘団)を伴って、バルカン戦線 (第二次世界大戦)へと送られた。ユーゴスラビアの挑戦的行為に激怒したヒトラーは、懲罰作戦（Strafgericht）の実行を命令した。4月6日の7時、ドイツ空軍は首都へ集中爆撃を行うことによってユーゴスラビアに対する戦端を開いた。オーストリアとルーマニアの飛行場から交替で、手厚い戦闘機の護衛の下で300機の航空機が飛び立ち、爆撃を開始した。爆撃機の1/4がユンカース Ju87 スツーカであった。主にDo 17とユンカース Ju88から成る中型爆撃機が都市を爆撃している間、急降下爆撃機はユーゴスラビアの対空兵器を沈黙させることになっていた。最初の急襲は、15分間隔で三波に分かれて行われ、それぞれおよそ20分間爆撃を行った。このようにして、都市はほぼ1時間半、爆弾の雨を受け続けることとなった。ドイツ軍の爆撃機は主な爆撃目標を主要な政府の建物が存在する都市中心部へと向けた。

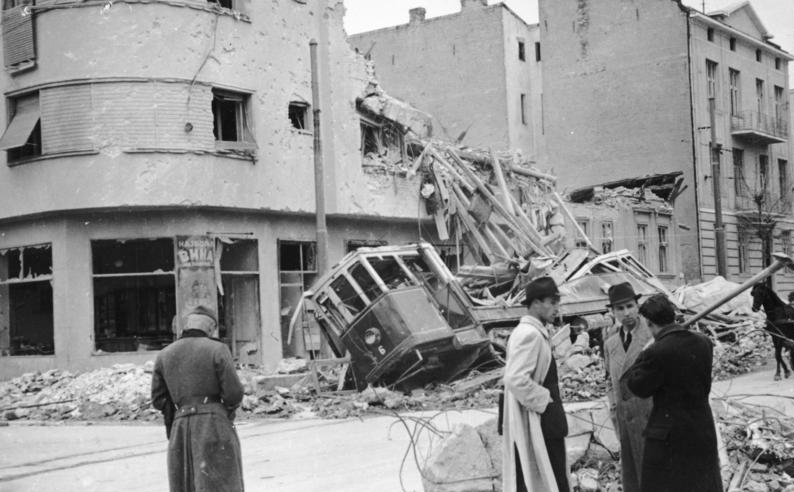
空爆で破壊されたベオグラード。

爆撃が終了した時点で、約1,000人の市民が瓦礫の下で犠牲となった。幕僚の大部分は何とか郊外に逃れることができたものの、この打撃はユーゴスラビアの最高司令部と戦場の部隊との意思疎通のあらゆる手段を実質的に破壊していた。
このように、敵の中枢部に致命的打撃を与えたことで、ドイツ空軍はその全力をユーゴスラビアの飛行場や連絡路、部隊の集中箇所といった軍事目標破壊に、そしてドイツ軍の地上部隊の近接支援に投入することができた。
貧弱なユーゴスラビア空軍と不十分な対空装備はいとも簡単に排除され、ドイツ軍の急降下爆撃機は屋根の高さにまで降下してくるようになった。枢軸軍によるユーゴスラビア侵攻が始まったとき、ユーゴスラビア空軍は1940年の秋にドイツから購入した60機のDo 17Kを保有していた。この機種を装備していた唯一の航空部隊は2つの爆撃機部隊からなる第3爆撃機連隊であった。第63爆撃機部隊はスコピエ近郊の飛行場に、第64爆撃機部隊はプリシュティナ近郊の飛行場にそれぞれ配備されていた。戦闘中、クラリェヴォの航空機生産工場はなんとかもう3機のDo 17Kを生産することができた。2機は4月10日に、もう1機は4月12日にユーゴスラビア空軍に届けられた。ドイツ空軍は最初の攻撃において26機のDo 17Kを破壊した。最終的なユーゴスラビア空軍のDo 17K損失は49機にのぼり、4機が空中戦において、45機が地上で破壊された。4月14日から4月15日にかけて、残存するDo 17Kのうち7機がニクシッチ（Nikšić）の飛行場へと飛び、国王ペータル2世とユーゴスラビア政府の要人達を乗せて彼らをギリシャへと避難させた。 この作戦には、ユーゴスラビアが保有する正貨のギリシャへの空輸という任務も含まれていた。この任務を終えた後、5機のDo 17Kがギリシャの空港でイタリア空軍の攻撃に遭い、破壊された。2機だけが破壊を免れ、後にエジプトへ脱出しイギリス空軍に加わった。4月15日の16時、ドイツ第4空軍の最高司令官アレクサンダー・レーア上級大将はヘルマン・ゲーリングから、ユーゴスラビアへの航空攻撃を縮小させ、急降下爆撃機の主戦力をギリシャ戦線の支援へと向けるよう命令を受けた。

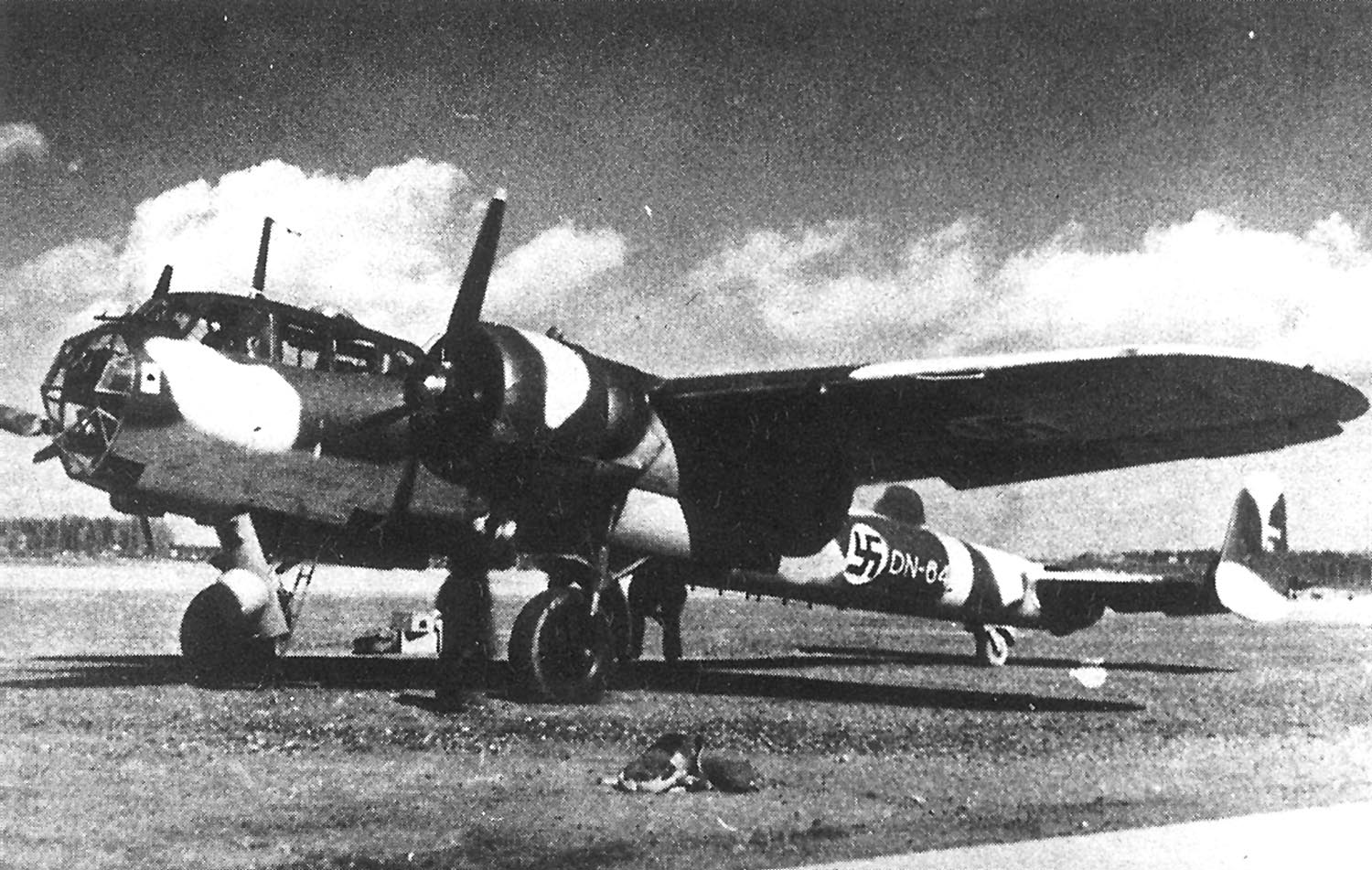
ドイツ空軍の爆撃機Do 17

### ベオグラードに対する三方面からの攻勢
3つの別々の地上軍が、異なる方面からベオグラードへ進出した。詳細は以下の通りである。

#### 第1装甲集団 (第12軍)
4月8日の朝早く、第一装甲集団はソフィア北西の集結地点から進軍を開始した。ピロト（Pirot）近郊の国境を通過した第14装甲軍団は第11装甲師団が先導し、第5装甲師団、第294歩兵師団、第4山岳師団が後に続いて北西のニシュの方面に向かって進軍した。悪天候、多数の路上障害物、ユーゴスラビア第5軍の激しい抵抗にもかかわらず、強力な砲兵隊と空軍の効果的な援護を受けた第11装甲師団は速やかに前進し、敵の防衛線を僅か1日で突破した。ユーゴスラビア陸軍の司令官は、自軍にモラヴァの背後へと撤退するよう命じるほど、この最初の戦闘におけるドイツ軍の成功に強い衝撃を受けた。この撤退は、4月9日という早い時期にドイツ軍の戦車がニシュへと突き進み、すぐにベオグラードへ向けて進撃を続けたため、時期を逸する形になってしまった。ニシュ北西からは、ドイツ軍にとって地形はより好ましい物となった。モラヴァ谷を機甲部隊が縦隊で首都ベオグラードまで続けて進軍することができたのである。
パラチンの南とクラグイェヴァツの南西で、ユーゴスラビア第5軍はドイツ軍の進撃を止めようと試みるが、いくつかの激しい戦闘の後に総崩れとなり、ユーゴスラビア軍は5,000人以上の捕虜をこの僅かな期間に出す結果となった。
一方で、第5装甲師団はピロト近郊の状態の悪い道路の影響で一時的に遅れをとった。再び進軍を開始した後、師団は、ニシュの南方へと転進しLeskovac周辺の敵軍を殲滅するようにとの命令を受けた。ニシュ方面の前線でユーゴスラビア軍が崩壊寸前であることが明らかになると、第5装甲師団は第12軍の直属に戻され、ギリシャ戦線のために第40装甲軍団へ加わった。 
4月10日、第14装甲軍団はモラヴァ谷を通って順調に前進しており、首都へと退却する敵軍の部隊を近距離で追跡していた。翌日、ドイツ軍の先鋒は突然、退却中のユーゴスラビア第6軍の南の側面部隊に攻勢を掛け、4月12日の早い時間帯のうちにこれを壊滅させた。その日の夜までに、第1装甲集団はベオグラードから40マイル以内の位置にまで進出した。彼らが遭遇した2つのユーゴスラビア軍の部隊は、最早ドイツ軍の進撃を遅らせるいかなる手段をも持っておらず、ドイツ軍がユーゴスラビア領に侵入した地点から現在地に至る125マイルにも及ぶ連絡線を遮断する手段もまた、一つとして持っていなかった。

#### 第41装甲軍団 (独立部隊)
南東からの第14装甲軍団の攻撃と同時刻になるように調整されて、第41軍団はバナトの南東部分に攻勢を掛け、そしてベオグラードへと部隊を先導していった。この攻撃は“自動車化歩兵連隊グロースドイッチュラント”が先頭に立ち、そのすぐ後を第2SS自動車化歩兵師団が続いた。ヴルシャツ（Vršac）の北の国境を通過した後、先発の部隊は4月11日にパンチェヴォ（Pančevo）へと到着した。一方、ベオグラードの北方約45マイル以内の所まで進出してきた第41装甲軍団の主力は次の日に僅かに散発的な抵抗を受けるのみであった。これは、敵軍が首都ベオグラードまで速やかに撤退していったためであった。

#### 第46装甲軍団 (第2軍)
ドイツ空軍が4月6日に攻撃を開始したとき、ドイツ第2軍は丁度ユーゴスラビア北方の国境で戦力を集結させている最中であり、予定されていた作戦の開始は4月10日へと遅らされた。彼らの作戦開始時期の遅れを取り戻すための努力の1つとして、いくつかの第2軍の部隊は国境沿いに目的を限定した攻撃を開始することによって作戦開始までの一時的な時間を利用した。部隊の指揮官は彼らの部隊が大きな戦闘を早まって起こさないために制御せねばならなかった。そしてそのことはその後の軍隊の行動の自由を損なわせ、作戦の指揮を危うくさせたかもしれなかった。
陸軍総司令部は第46装甲軍団が受け持つ地域の主要な橋を無傷のまま確保することを決意していた。したがって、既に4月1日という早い時期には、部隊はBaresの橋とコプリヴニツァ（Koprivnica）の10マイル北方にある鉄道橋を確保し占領するようにとの命令を受けていた。
4月6日の夕方頃までには、敵軍の抵抗の不足と全体の状況はユーゴスラビアが国境沿いに置いて断固とした姿勢をとらないであろうということを示しており、第46装甲軍団はムルスコ・スレディシュチェ（Mursko Središče）、レテニャ（Letenya）、ザーカーニ（Zákány）、バーチ（Barcs）においてムール川とドラーヴァ川の全域で橋頭堡を確保するようにとの命令を受けた。いくつかの局地的な攻撃の実行は、敵軍の兵士達の間で不和を生み出すのには十分なものであった。この地域の防衛を受け持っていたユーゴスラビア第4軍の部隊の兵士は、クロアチア人の割合が高かった。クロアチア人の兵士はドラヴァの突出部のいくつかの地点で反乱を起こし、彼らがセルビア人の抑圧からの解放者と見なしたドイツ軍への抵抗を拒絶した。4月10日の朝、強力なドイツ軍がBaresのドラヴァ橋を渡り、以前に確立した橋頭堡から抜け出したとき、対峙するユーゴスラビア軍の崩壊はより深刻な段階へと向かっていた。強力な航空支援に援護され、第8装甲師団とそれに続く第16自動車化歩兵師団を主力とする第46装甲軍団は首都ベオグラードを目指し、攻撃をドラヴァとサヴァ川の間にかけての南東部へ仕掛けた。 第8装甲師団は、ほとんど抵抗らしい抵抗を受けないまま快調に進撃し、悪天候や舗装が不十分な道路にもかかわらず同日の22時までには師団の先鋒がSlatingに到着した。敵の孤立した軍団は速やかに掃討され、師団はオシエクを通って首都へと進撃を続けたが、道の状態は更に悪くなっていた。
敵がますます苦境に陥り、必死になっていたことはドゥシャン・シモヴィッチ（Dušan Simović）大将が彼の率いる部隊に放送した次の演説からも窺い知ることができる。
"全ての兵士は、たとえ何処で敵と遭遇しようとも、自らの裁量の上でいかなる手段を用いても敵と交戦せねばならない。上からの直接の命令を待つのではなく、諸君が自らの判断、イニシアティブ、分別に導かれて行動しなければならない。"
4月11日には、第16自動車化歩兵師団がクロアチアのナシツェ（Našice）を越えて更に進んでいるとき、第8装甲師団はオシエクに到着した。両師団に与えられた任務は第14装甲軍団と対峙しているユーゴスラビア軍の側面を突き、また早期に第1装甲集団との連絡を確立することであったが、多数の破壊された橋と状態の悪い道路は両方の師団の進撃速度を遅らせた。
4月12日の2時30分、サヴァ川にかかる2つの極めて重要な橋が無傷で確保された後、第8装甲師団はMitrovicaに突入した。師団は攻撃を続け、ベオグラードから約20マイル南のラザレヴァツ（Lazarevac）へと進撃した。そこは第1装甲集団との連絡地点として指定された場所であった。
4月12日の午後に第46装甲軍団は新たな命令を受けた。この命令によると、第8装甲師団だけがベオグラードの西の郊外に近いサヴァ川の安全を確保するために東方への攻撃を続けることになっていた。18時30分に、師団の主力は南東へと向かい、ベオグラード南西の第1装甲集団の左側面部と連絡を確立するためヴァリェヴォ（Valjevo）方面へ進出した。 同時に、第8装甲師団に後れを取っていた第16自動車化師団は南へと向きを変え、サヴァ川を渡ってズヴォルニク（Zvornik）へ進出した。このように、両師団は後のサラエヴォへの攻撃に参加するため、元々の目的であったベオグラードからは転進させられた。 
一方で、第2軍と陸軍総司令部はベオグラード陥落のニュースを心待ちにしていた。3つの集中している機甲部隊のうち、第XLI装甲軍団が首都に最も近いと最終的に報じられており、首都から約10マイルのドナウ川東岸のパンチェヴォ（Pančevo）に到着していた。ベオグラードの南での抵抗は第一装甲集団の先鋒である第11装甲師団が首都の近郊に進出してきたため、強固になっていた。

### ベオグラード陥落

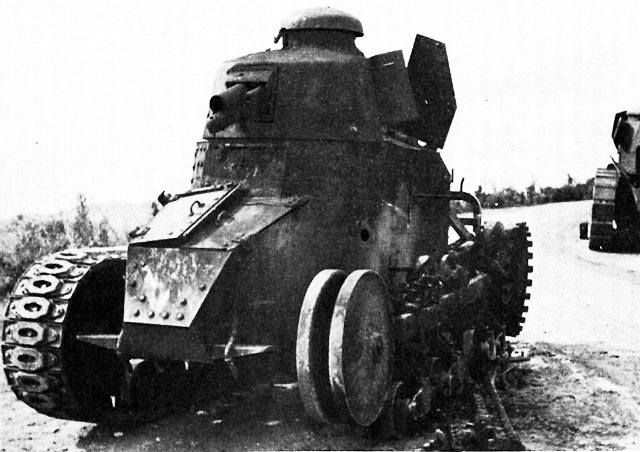
破壊されたユーゴスラビア軍の ルノー FT-17 軽戦車

3つの別々の軍団が同時にベオグラードに集まってきていたため、陸軍総司令部はどの部隊が最初に敵国の首都に到達するかをすぐに決定することはできなかった。4月12日の夕方にかけて、第2自動車化歩兵師団のフリッツ・クリンゲンベルクSS中尉はドナウ川の橋が全て破壊されているのを発見し、拿捕したゴムボートでSSによる川の哨戒を行った。クリンゲンベルク率いる武装SS隊員11名はドナウ川を渡ってベオグラードに入り、17時にはドイツの公使館の上に鉤十字旗を掲げた。クリンゲンベルクはユーゴスラビア当局に抑留されていたドイツ外務省の代表を解放し、約2時間後、ベオグラード市長から正式に降伏を取り付けた。
第2軍の司令部では、第8装甲師団からは24時間何の報告も受けずにいた。先立って第8装甲師団はベオグラードの西の郊外に近づいているという報告がなされていた。遂に4月13日の11時52分、以下のラジオメッセージが師団の作戦将校から届けられた。
夜の間に第8装甲師団はベオグラードに突入し、都市の中心部を占領して鉤十字旗を掲げるに至った。
しかしながら、より良好な通信が第2軍と第1装甲集団の間に存在したため、以下の速報が第8装甲師団のメッセージが入るよりも若干早く届けられた。:
クライストの装甲軍団は南からベオグラードへ侵入した。自動車化歩兵連隊“グロースドイッチュラント”の武装親衛隊は北から都市へ入った。クライスト大将を先頭に、第11装甲師団は午前6時32分に首都へ入っていた。
このように、ベオグラードを巡る競争は、3つの軍集団がほとんど同時期に目標に到達するという際どい結果に終わった。首都の陥落により、残存ユーゴスラビア軍の追跡と最終的な破壊という次なる段階の作戦のために第46装甲軍団が装甲集団の直接の指揮下に置かれる間、第1装甲集団は第12軍から第2軍へと移された。

## 損害
ドイツ軍のユーゴスラビア侵攻で生じた被害は両軍ともに予想外に軽い物であった。12日間の戦闘によって生じた損害は計558人で、戦死151人、戦傷392人、行方不明15人であった。例えば、第41装甲軍団によるベオグラード突入による死者は、民間人の狙撃手の弾丸によって死んだ1名のみであった。
ユーゴスラビア軍の死者も数千人程度に過ぎず、戦争そのものの規模が限定的だったことを物語る。一方でユーゴスラビア軍の多くは戦わずあっさりと降伏したために、ドイツ軍は254,000人から345,000人ものユーゴスラビア人捕虜を得た。イタリア軍は30,000人の捕虜を得た。

## 結果
政府を失ったユーゴスラビア各地は枢軸国に分割占領された。また、一部の地域には傀儡政府が建設され、枢軸国の間接統治下に置かれた。
- セルビア - ドイツに占領され、傀儡政権であるセルビア救国政府が設置された。
- スロベニア - ケルンテン・クライン民政地域（de）及び下シュタイアーマルク民政地域（de）に分割された上で、それぞれが隣接する旧オーストリアに設置された帝国大管区に併合され、大ドイツの一部として扱われた。
- クロアチア、南部スロベニア、ボスニア・ヘルツェゴビナ、西部ヴォイヴォディナ - クロアチア独立国が設置された。
- 東部ヴォイヴォディナ、バチュカ - ハンガリー王国によって占領された。
- モンテネグロ - イタリアの傀儡政権としてモンテネグロ王国（en）が設置された。
- コソボの大部分、マケドニア西部、プレシェヴァ - イタリア支配下のアルバニア王国（en）に併合された。
- ヴァルダル・マケドニア、セルビア・コソボのストルマ川西岸地域 - ブルガリア王国の占領下におかれた。

一方で、国王をはじめとするユーゴスラビア王国政府は国外に逃亡しユーゴスラビア王国亡命政府を組織し、チェトニックに指令を出すなどして王国回復のための戦いを続けた。また、占領に抵抗するパルチザンが全土で蜂起し、占領軍に対して攻撃を加えた。1943年にはパルチザンの主導によるユーゴスラビア民主連邦が成立し、1945年の枢軸国敗北の後には正式なユーゴスラビア国家となった。
ユーゴスラビア侵攻によってバルバロッサ作戦開始日が当初の5月15日の予定から一ヶ月以上延期されたことは、同年は冬将軍の到来が例年になく早かったことと合わせ戦況の帰趨に大きな影響があったと思われる。